# Торговые ряды (Кострома)
Торговые ряды — торгово-складской комплекс конца XVIII—начала XIX веков, который занимает несколько кварталов от Сусанинской площади до бывшего кремля в самом центре Костромы. Это образцовый в своём роде памятник градостроительного искусства времени екатерининской городской реформы.

## История
В XVII веке, когда Кострома достигла своего экономического расцвета и стала одним из экономически значимых городов Русского царства, в ней возник большой торговый центр. Сначала торговля велась на деревянных лавках. После пожара 1773 года, когда все торговые лавки, склады и дома были уничтожены, началась генеральная реконструкция Костромы. Новые торговые ряды решено было строить из камня: работы начались в 1775 году. В основу был положен «образцовый» проект торговых рядов, подписанный ярославским губернским архитектором Карлом фон Клером. В проектировании и возведении сооружений также принимали участие архитекторы С. А. Воротилов, В. П. Стасов, П. И. Фурсов, Н. И. Метлин.
В основу планировки легла типовая секция купеческой лавки: каждой лавке размером 4,5 × 7 м соответствовал один арочный пролет галереи. Торговое помещение находилось на первом этаже, для хранения товаров использовались второй этаж и подвал; наверху также обычно располагалась контора лавки.
Строительство началось с Красных торговых рядов, именуемых также Гостиным двором, под руководством Степана Воротилова в 1789 году. Здание было выстроено в виде замкнутого прямоугольника размером 110 × 160 м. При возведении корпуса пришлось решать сложную задачу. На предполагаемом месте постройки рядов размещался один из древнейших храмов Костромы: церковь Спаса в Рядах. Первоначально постройка была деревянной, а в 1766 году на её месте воздвигли каменный храм. Архитекторам удалось органично вписать церковь в состав Красных рядов.

Название «Красные ряды» здание получило, потому что в нём торговали «красным» товаром, то есть тканями, кожаными изделиями, мехам и книгами. Строительство шло быстро. В марте 1791 года городская дума извещала, что готовы 33 лавки, 19 достраиваются, а на 11 заготовлены материалы — всего в корпусе предполагалось разместить 86 лавок. Работы завершились к 1793 году.

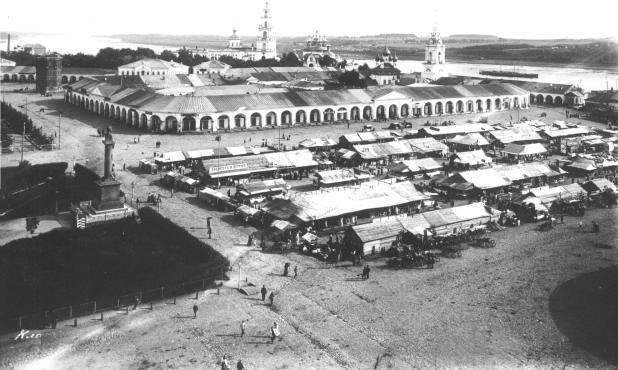
Вид на Гостиный двор
и Сусанинскую площадь (нач. XX в.)

Галереи Гостиного двора с их гладким полом из каменных плит, нарядными вывесками, витринами служили не только центром оживлённой торговой жизни города, но и местом прогулок и встреч обывателей.
Сооружение самого большого здания — Больших Мучных рядов размером 122 × 163 м  — шло медленнее: в 1791 году из 52 запроектированных лавок, предназначенных для оптовой и розничной торговли мукой, фуражом и льном, были вчерне готовы 26. Отчасти это объясняется тем, что земля под рядами по северной стороне принадлежала графу А. Р.  Воронцову, и с ним вплоть до 1794 года велась переписка об уступке её городу.
Прямоугольники зданий Красных и Больших Мучных торговых рядов имеют скруглённые углы, чтобы коляски и кареты, проезжая мимо, не задевали здания на поворотах.
Архитектор П. И. Фурсов построил во дворе Красных рядов одноэтажные Мелочные ряды, предназначенные для торговли галантереей. Так как Гостиный двор был построен в виде замкнутого прямоугольника с большим внутренним двором, то Мелочные ряды органично вписались в этот внутренний двор и выгодно использовали его площадь, сформировав внутри небольшие торговые «улицы».
Позже вокруг были построены Пряничные, Хлебные, Квасные, Живорыбные, Рыбные, Мясные и Шорные ряды, которые в большинстве окружены колоннадами и открытыми аркадами. Еще позже появились Зеленные, Масляные, Овощные (Табачные) и Дегтярные ряды.
Архитектурный ансамбль рядов строился в течение нескольких десятилетий. В результате они заняли огромную территорию — главную площадь города и весь спуск от площади к Волге.  Бо́льшая часть построек сохранилась до сегодняшнего дня в практически неизменном состоянии и выполняет свою основную функцию по настоящее время.

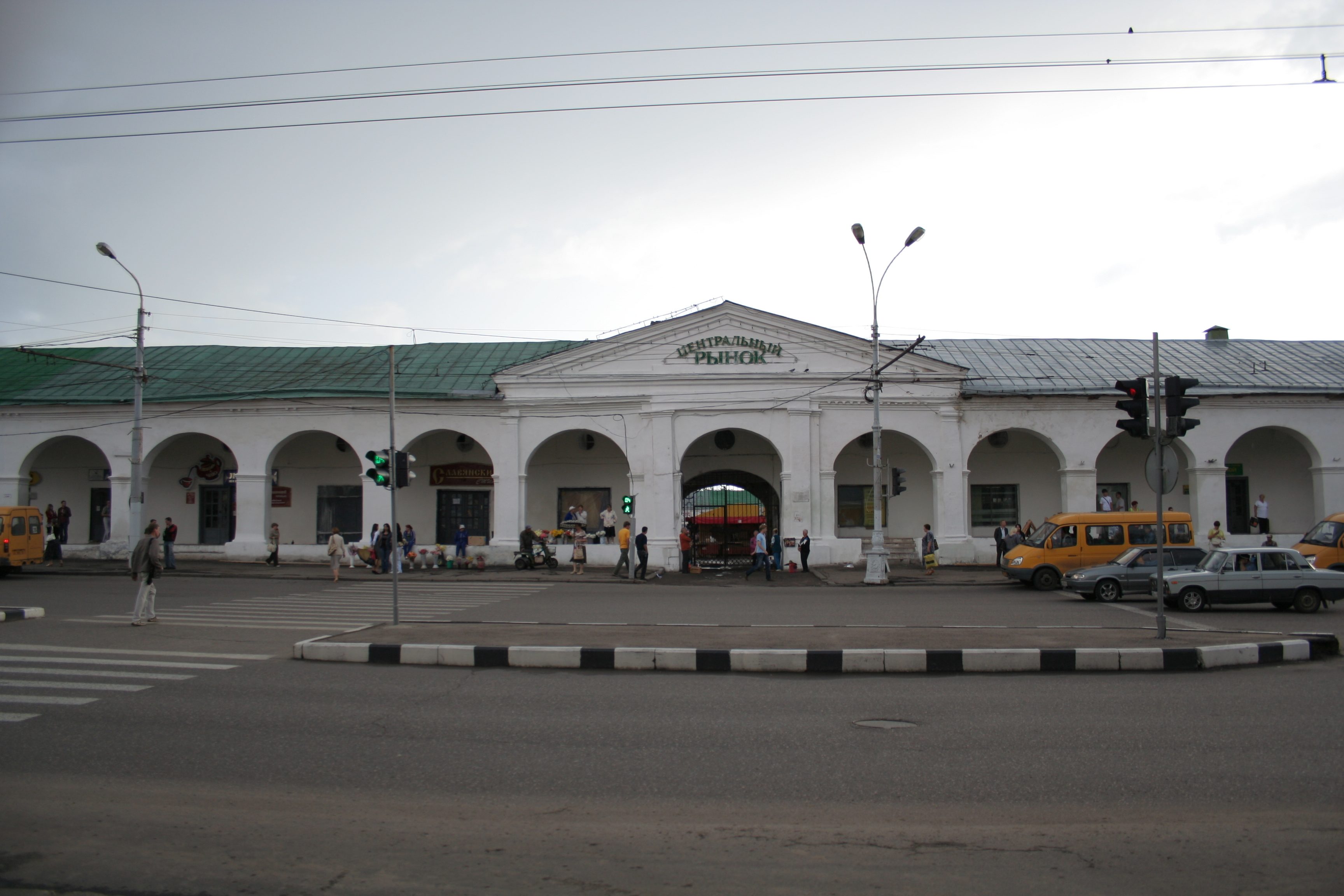
Большие Мучные ряды. Вид со стороны Сусанинской площади
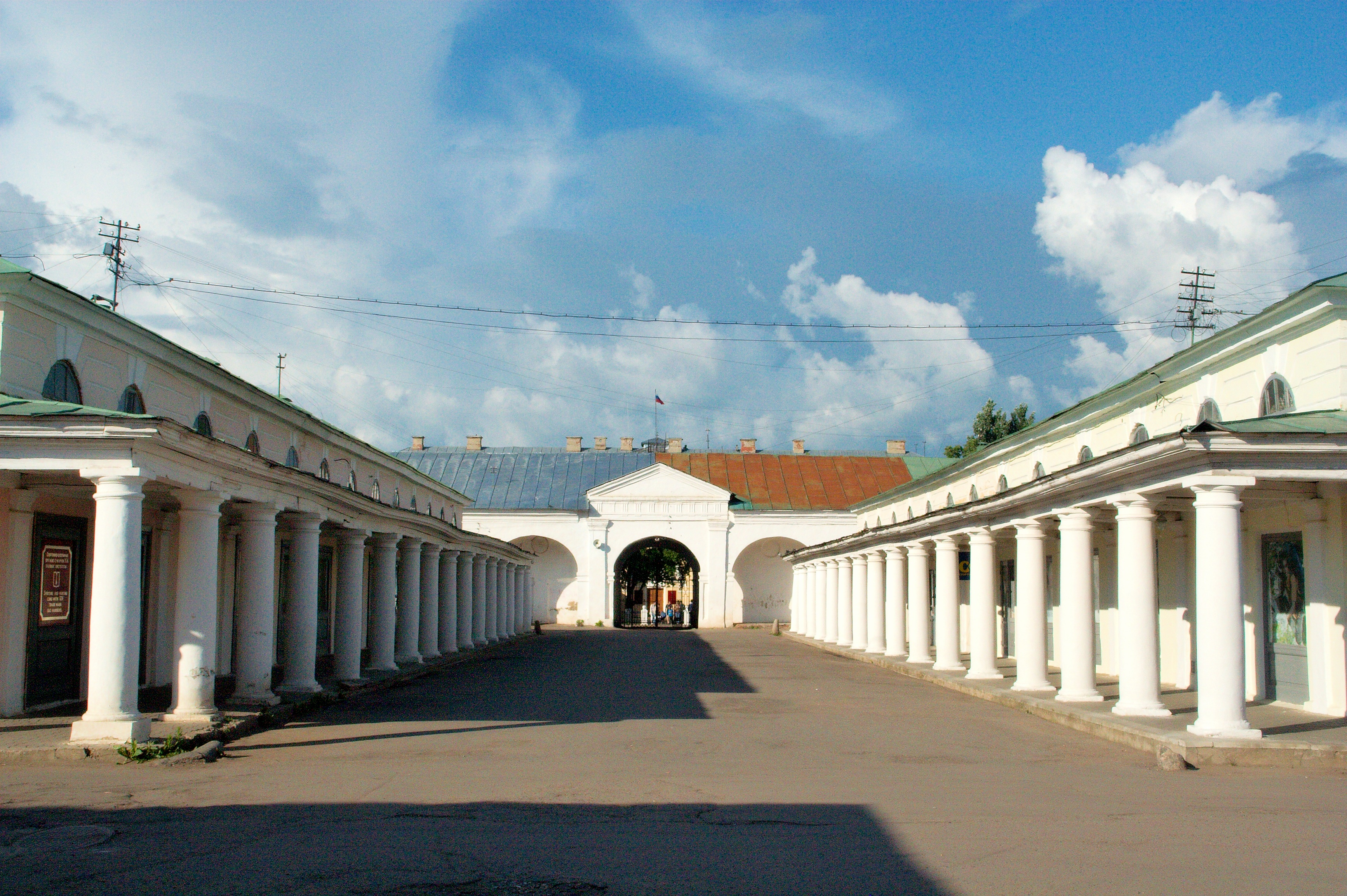
Мелочные ряды
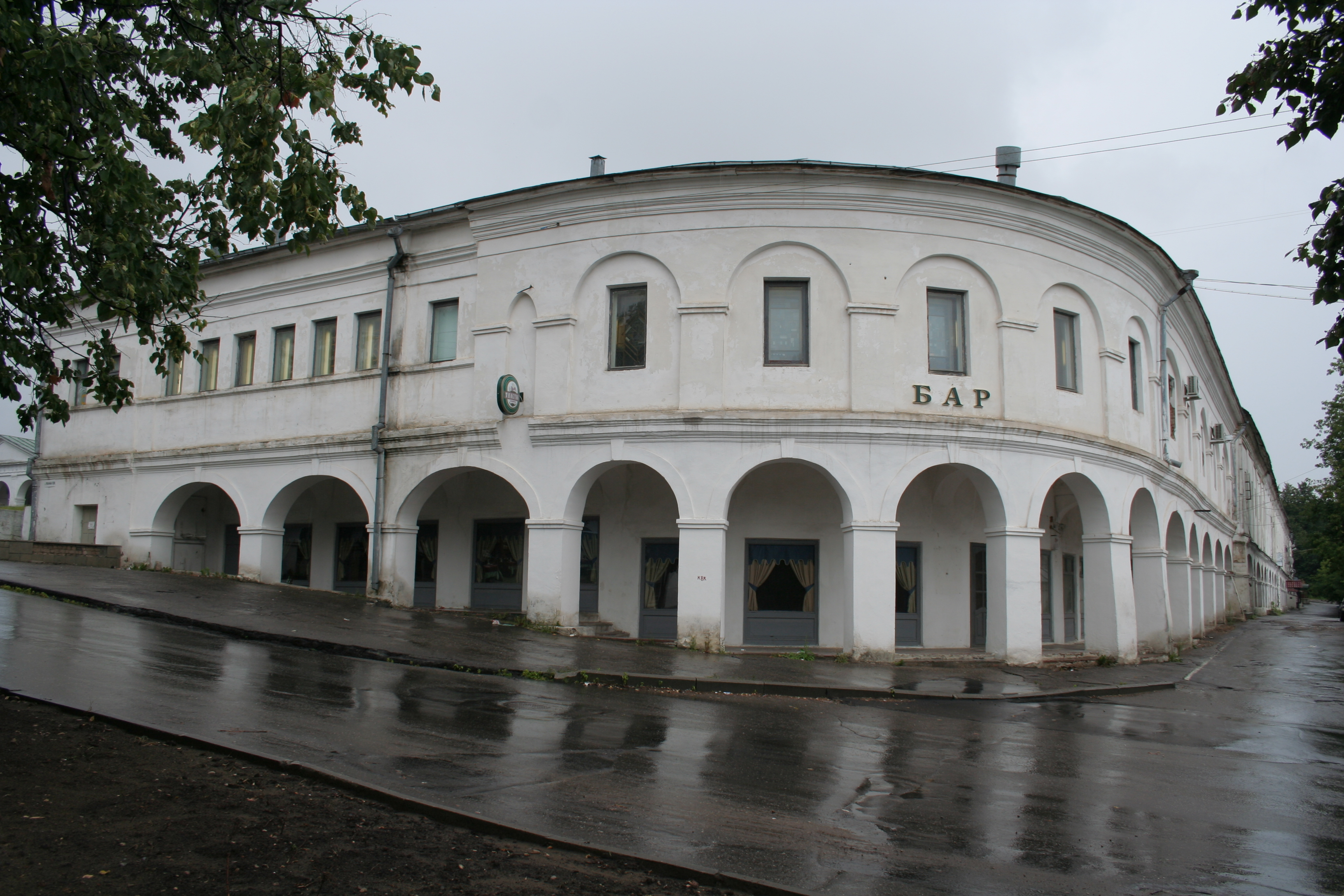
Квасные ряды